# Ayumi Suzuki (goista)
Ayumi Suzuki ( 鈴木 歩 ?,  Suzuki Ayumi ; Tokyo, 23 settembre 1983) è una goista giapponese, 7 dan professionista, affiliata alla Nihon Ki-in dal 2001.

## Biografia
Diventa professionista nel 2001, ma già alla fine dell'anno è promossa 2 dan, poi 3 dan l'anno successivo.
Nel 2003 vince il Saikyo femminile.
Nel 2004 si qualifica per il torneo della NHK Cup.
Nel 2007 vince per la seconda volta il Saikyo femminile; è promossa 4 dan.
Nel 2008 sfida Xie Yimin per il titolo di Honinbo femminile, perdendo 3-1. Rappresenta il Giappone negli World Mind Sports Games 2008 a Pechino.
Nel 2010 rappresenta il Giappone ai XVI Giochi asiatici, e a fine anno è promossa 5 dan.
Nel 2011 è promossa 6 dan.
Nel 2015 sfida Xie Yimin per il titolo di Meijin femminile, perdendo 2-0.
Nel 2017 si qualifica per il torneo del Tengen.
Nel 2020 vince il titolo di Kisei femminile, sconfiggendo in finale 2-1 la detentrice del titolo, Ueno Asami. Nello stesso anno sfida Rina Fujisawa per la Tachiaoi Cup femminile, ma perde la finale 2-0.
Nel 2021 è sconfitta da Ueno Asami 2-1 nella finale per la ventiquattresima edizione del Kisei femminile, in quella che è stata la rivincita della finale dell'anno precedente.
Nel 2022 è sconfitta da Ueno Asami 2-0 nella finale per la venticinquesima edizione del Kisei femminile, in quella che è stata la rivincita della finale dell'anno precedente.
A marzo 2024 ha perso la finale della Coppa SENKO, sconfitta dalla sudcoreana Choi Jeong.

## Titoli
| Nazionali         | Nazionali      | Nazionali      |
| Torneo            | Vittorie       | Finalista      |
| ----------------- | -------------- | -------------- |
| Honinbo femminile |                | 1 (2008)       |
| Meijin femminile  |                | 1 (2015)       |
| Tachiaoi Cup      |                | 1 (2020)       |
| Kisei femminile   | 1 (2020)       | 2 (2021, 2022) |
| Saikyo femminile  | 2 (2003, 2007) |                |
| Totale            | 3              | 4              |